# Гірський притулок в Орові

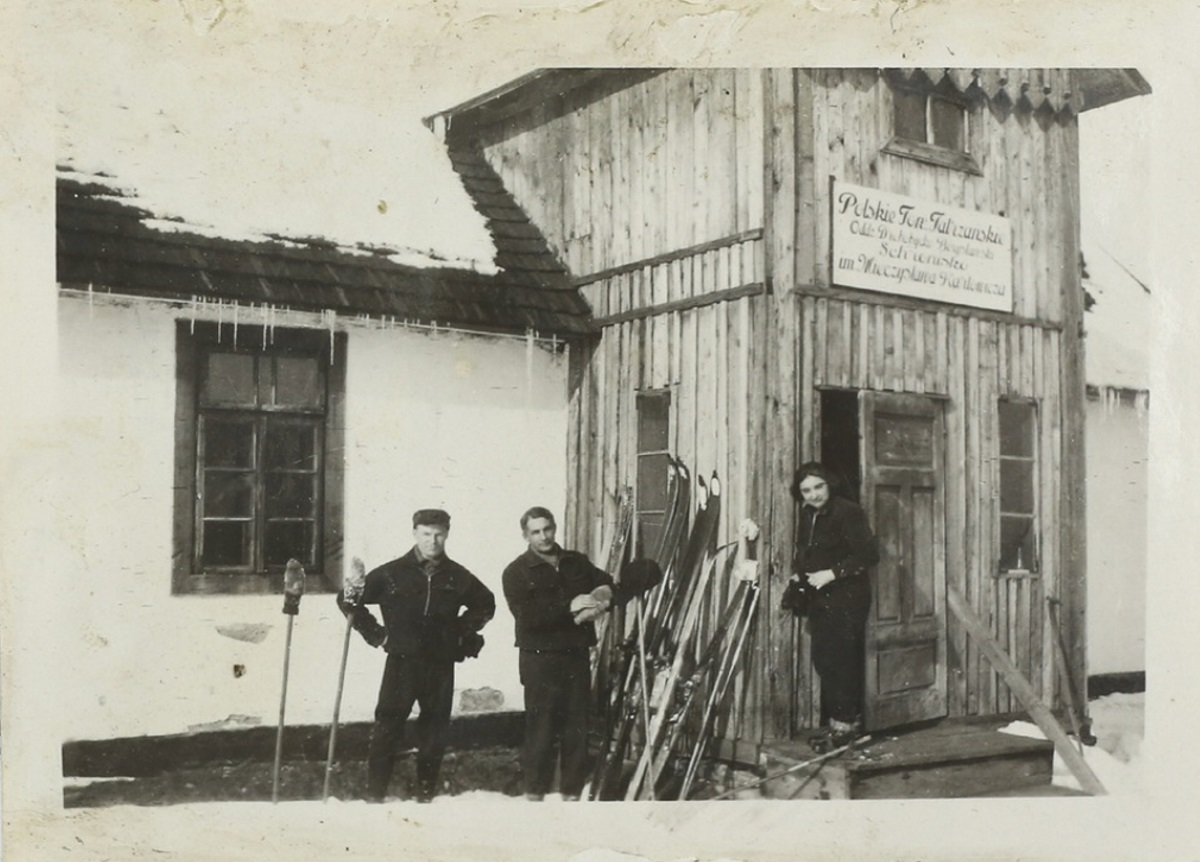

Гірський притулок Польського Товариства Татранського в Орові (також: Притулок під Цюховим ділом) – наразі неіснуючий туристичний притулок, розташований на висоті приблизно 800 м над рівнем моря  у селі Орів у Окраїнних Бескидах .
Після створення Дрогобицько - Бориславського відділення Польського Татранського товариства у 1930 році, воно орендувало приміщення у компанії Ґазоліна С. А. з Борислава невеликий будинок, пристосований для використання як укриття. Він розташовувався поблизу нафтової свердловини в адміністративних межах Орова, приблизно за півтора-два кілометри на схід від вершини Цюхового Долу (на її безлісих схилах) та менш ніж за півкілометра від струмка Роп'яни    . Спочатку він міг розмістити лише вісім осіб (чотири ліжка та чотири солом'яні матраци)  , але через рік там було вже 15 ліжок та ще 12 солом'яних матраців. Об'єкт розвивався цілий рік – його керівником став Микола Душинський. У притулку був невеликий буфет, де пропонували гарячі страви, а також у будівлі був телефонний зв'язок      . У 1932 році його було відремонтовано  . Притулок був названий на честь Мечислава Карловича  .
Після того, як у 1935 році відділення взяло на себе управління будівлею, розташованою на самому верху Цюхового долу, притулок було перенесено на нове місце   .
Незважаючи на описане вище, в Орові в міжвоєнний період (принаймні у 1937–1938 роках) також існував невеликий притулок, яким керувала лижна секція Єврейського гімнастичного та спортивного товариства «Бетар» з Дрогобича. Він пропонував 10 ліжок   .

## Туристичні маршрути
- з Трускавця через Попівську Гору, притулок в Орові, Цюхів Діл до Урича,
- з Борислава-Мразниці через Цюхів Діл до притулку в Орові ,
- до Підгірців через Діл[13][14][15][16].